# Puente Songwe
El puente Songwe (en suajili: Daraja la Songwe; en inglés: Songwe Bridge), es un puente internacional sobre el río Songwe que conecta a los países africano de Malaui y Tanzania. Fue inaugurado en el año 1988 y posee una longitud total de 80 metros (262 pies).